# Principios básicos sobre el empleo de la fuerza y de armas de fuego por los funcionarios encargados de hacer cumplir la ley
Los Principios básicos sobre el empleo de la fuerza y de armas de fuego por los funcionarios encargados de hacer cumplir la ley es una normativa de la Oficina del Alto Comisionado de las Naciones Unidas para los Derechos Humanos adoptada en 1990, orientada a promover prácticas de prevención del delito y tratamiento de las personas involucradas que protejan la vida e integridad física y respeten los derechos humanos, sin perder eficacia operativa.
Los Principios establecen que todos los países deberán elaborar reglamentos sobre el uso de la fuerza, basados en normas éticas, restringiendo progresivamente el empleo de medios represivos que puedan ocasionar lesiones o muertes. La fuerza solo podrá utilizarse cuando sea inevitable y luego de agotar los medios no violentos. La utilización de armas de fuego debe ser moderada y proporcional, con previa advertencia, reduciendo al mínimo los daños y lesiones, asistiendo de inmediato a las personas heridas, avisando a la menor brevedad a los parientes o amigos de las personas que resulten dañadas y comunicando de inmediato a los superiores cuando se hubieren producido lesiones o muertes. Las legislaciones nacionales deben castigar como delito el uso arbitrario de la fuerza por parte de los funcionarios. Las autoridades no podrán invocar circunstancias excepcionales para justificar el incumplimiento de los Principios Básicos. Los Estados no podrán castigar a los funcionarios que desobedezcan la orden de usar la fuerza, cuando fuera violatoria de los Principios.

## Revisiones
La primera versión de los Principios fue elaborada y adoptada por el Octavo Congreso de las Naciones Unidas sobre Prevención del Delito y Tratamiento del Delincuente, realizado en La Habana, Cuba, del 27 de agosto al 7 de septiembre de 1990.